# China Central Television
China Central Television (CCTV)  (Chinees: 中国中央电视台, Hanyu pinyin: Zhōngguó Zhōngyāng Diànshìtái) is een televisiemaatschappij in de Volksrepubliek China. Het is in handen van de Chinese overheid.

## Geschiedenis
CCTV's eerste uitzending was op 2 september 1958 op televisiezender BTV (Beijing Television). Op 1 mei 1978 veranderde BTV in China Beijing TV Station en leeft BTV tegenwoordig voort als regionale televisiezender. Aan het eind van de jaren 80 van de 20e eeuw had CCTV, net als vele andere Chinese televisiemaatschappijen maar één zender, tegenwoordig zijn dat er 18. De bestbekeken uitzending is de jaarlijkse nieuwjaarsuitzending, hier kijken jaarlijks meer dan 800 miljoen mensen naar.
Heden (2013) zijn de meeste zenders van CCTV gratis te bekijken via de officiële website.

## Hoofdkantoor
In 2009 werd de nieuwgebouwde CCTV-toren geopend. Sindsdien doet het dienst als het hoofdkantoor van de China Central Television. Het was de bedoeling dat het naastgelegen en in aanbouw zijnde Television Cultural Center (TVCC) ook deel ging uitmaken van het complex van China Central Television. Op 9 februari 2009 brandde deze TVCC-toren (met daarin onder andere het Mandarin Oriental Hotel) door vuurwerk echter af. Beide torens waren ontworpen door de Nederlandse architect Rem Koolhaas en de Duitse architect Ole Scheeren.

## Televisiezenders van CCTV
- CCTV-1: hoofdzender
- CCTV-2: economisch nieuwszender
- CCTV-3: amusementszender
- CCTV-4: internationale zender
- CCTV-5: sportzender
- CCTV-6: filmzender
- CCTV-7: militaire en landbouwzender
- CCTV-8: seriezender
- CCTV-9: Engelse en Chinese documentairezender
- CCTV-10: wetenschapzender
- CCTV-11: operazender
- CCTV-12: maatschappijzender
- CCTV-13: nieuwszender
- CCTV-14: kinderkanaal
- CCTV-15: muziekzender
- CCTV-22: hd-televisiezender
- 3DTV: 3D-televisiezender (testfase)
- CCTV-News: nieuwszender
- CCTV-Children: kinderzender
- CCTV-Music: muziekzender
- CCTV-Español: Spaanse zender
- CCTV-Français: Franse zender
- CCTV-Russisch: Russische zender
- CCTV-Arabisch: Arabische zender
- CCTV-HD: hdtv-zender

Wegens de Olympische Zomerspelen 2008 in Peking heeft CCTV de zender CCTV-OS 奥运频道 geopend.